# 太田市立藪塚本町南小学校
太田市立藪塚本町南小学校（おおたしりつ やぶづかほんまちみなみしょうがっこう）は、群馬県太田市にある公立小学校。

## 概要
2008年3月8日に学校のそばに北関東自動車道・太田藪塚ICが開通したため、「日本一インターチェンジが近くにある小学校」と自称している。

## 学区
藪塚本町地区南部が学区に指定されている。

## 進学先中学校
進学先は、太田市立藪塚本町中学校である。太田市立藪塚本町小学校と統合される。

## 周辺
- 太田市立藪塚本町小学校
- 北関東自動車道太田藪塚IC
- オギハラ藪塚工場
- 太田市藪塚本町総合支所